# Graf van de onbekende soldaat (Waalre)

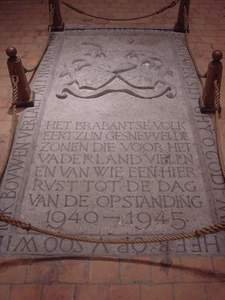
Graf van de onbekende soldaat in de Oude-Willibrorduskerk in Waalre

Het graf van de onbekende soldaat in de Oude-Willibrorduskerk in het Noord-Brabantse dorp Waalre herinnert aan de Brabantse militairen en verzetsstrijders die sneuvelden in de Tweede Wereldoorlog. Ieder jaar op 12 september vindt de provinciale herdenking plaats in de kerk, met een kranslegging rondom het graf.
De grafzerk werd gemaakt door Niel Steenbergen. De tekst op de steen luidt Het Brabants volk eert zijn gesneuvelde zonen die voor het vaderland vielen en van wie een hier rust tot de dag van de opstanding.
Bij gebrek aan een onbekende soldaat werd Dick Johan van Toor, een student uit Eindhoven die bij Rotterdam sneuvelde, er op 1 maart 1946 naamloos begraven. Hij was de eerste Brabander die in de meidagen van 1940 omkwam. Zijn familie heeft een gebrandschilderde madonna laten plaatsen in het roosvenster boven het altaar.

## Kerk
Het monument bevindt zich in de Oude-Willibrorduskerk, die tijdens de oorlog werd gerestaureerd en sinds 1945 als herdenkingsplaats gebruikt wordt. In het kerkje zijn alle namen van de Noord-Brabantse gesneuvelde soldaten en verzetsstrijders in de Tweede Wereldoorlog aangebracht. Het provinciale gedenkteken werd onthuld op 28 oktober 1945.
In de loop der tijden kwam de bestemming van herdenkingskapel steeds meer tot uitdrukking binnen het kerkgebouw. Er werden na enkele jaren vier gebrandschilderde ramen geplaatst van de hand van Pieter Wiegersma en in 1976 werd de kerk voorzien van een klein, sierlijk pijporgel, dat stamt uit 1845 en gebouwd werd door Ruef te Sint-Truiden.
De klokken waren door de Duitsers meegenomen om te versmelten en er ammunitie van te maken. De gemeente Waalre schonk een zware luidklok, en in de kerk bevindt zich sinds 1950 ook een beiaard met 37 (oorspronkelijk 35) klokken, uit de klokkengieterij van Petit & Fritsen, geschonken door de Brabantse industrie.
De kerk is alleen op afspraak te bezichtigen.